# Prix Anthony
Les prix Anthony (Anthony Awards) sont des prix littéraires récompensant des œuvres de littérature policière.

## Historique
Le nom est en référence à Anthony Boucher, un des fondateurs de l'association Mystery Writers of America.
Les prix sont attribués depuis 1986 lors de la convention mondiale Bouchercon (en) qui se tient chaque année dans une ville américaine, canadienne ou britannique.
La convention 2018 aura lieu le 8 septembre 2018 à St. Petersburg.

## Les catégories de prix
- Meilleur roman
- Meilleur premier roman
- Meilleur livre de poche original
- Meilleure nouvelle
- Meilleure œuvre de non-fiction
- Prix spécial

## Liste des lauréats

### Catégorie Meilleur roman
- 1986 : B comme Brûlée ("B" Is for Burglar) de Sue Grafton
- 1987 : C comme Cadavre ("C" Is for Corpse) de Sue Grafton
- 1988 : Porteurs-de-peau (Skinwalkers) de Tony Hillerman
- 1989 : Le Silence des agneaux (The Silence of The Lambs) de Thomas Harris
- 1990 : The Sirens Sang of Murder de Sarah Caudwell
- 1991 : G comme Gibier ("G" Is for Gumshoe) de Sue Grafton
- 1992 : Un flic en voie de disparition (The Last Detective) de Peter Lovesey
- 1993 : La Fille du bootlegger (Bootlegger's Daughter) de Margaret Maron
- 1994 : Wolf in the Shadows de Marcia Muller
- 1995 : Le Fantôme des collines (She Walks These Hills) de Sharyn McCrumb
- 1996 : Statues de sang (Under the Beetle's Cellar) de Mary Willis Walker
- 1997 : Le Poète (The Poet) de Michael Connelly
- 1998 : No Colder Place de S. J. Rozan
- 1999 : Créance de sang (Blood Work) de Michael Connelly
- 2000 : Saison sèche (In a Dry Season) de Peter Robinson
- 2001 : Au lieu d'exécution (A Place of Execution) de Val McDermid
- 2002 : Mystic River (Mystic River) de Dennis Lehane
- 2003 : Wonderland Avenue (City of Bones) de Michael Connelly
- 2004 : Leakin Park (Every Secret Thing) de Laura Lippman
- 2005 : Blood Hollow (Blood Hollow) de William Kent Krueger
- 2006 : Mercy Falls de William Kent Krueger
- 2007 : No Good Deeds de Laura Lippman
- 2008 : Ce que savent les morts (What the Dead Know) de Laura Lippman
- 2009 : Le Verdict du plomb (The Brass Verdict) de Michael Connelly
- 2010 : Révélation brutale (The Brutal Telling) de Louise Penny
- 2011 : Enterrez vos morts (Bury Your Dead) de Louise Penny
- 2012 : Illusion de lumière (A Trick of the Light) de Louise Penny
- 2013 : Le Beau Mystère (The Beautiful Mystery) de Louise Penny
- 2014 : Ordinary Grace de William Kent Krueger
- 2015 : After I'm Gone de Laura Lippman
- 2016 : The Killing Kind de Chris Holm
- 2017 : A Great Reckoning (Un outrage mortel) de Louise Penny
- 2018 : Bluebird, Bluebird de Attica Locke
- 2019 : November Road de Lou Berney
- 2020 : The Murder List de Hank Phillippi Ryan
- 2021 : Blacktop Wasteland de S. A. Cosby
- 2022 : Razorblade Tears de S. A. Cosby
- 2023 : Like a Sister de Kellye Garrett
- 2024 : All the Sinners Bleed de S. A. Cosby

### Catégorie Meilleur premier roman
- 1986 : Le Rameau brisé (When the Bough Breaks) de Jonathan Kellerman
- 1987 : Too Late to Die de Bill Crider
- 1988 : Caught Dead in Philadelphia de Gillian Roberts
- 1989 : Enquête dans le brouillard (A Great Deliverance) de Elizabeth George
- 1990 : Ta langue au chat ? (Katwalk) de Karen Kijewski
- 1991 : Postmortem (Postmortem) de Patricia Cornwell
- 1992 : Murder on the Iditarod Trail de Sue Henry
- 1993 : Blanche tire sa révérence (Blanche on the Lam) de Barbara Neely
- 1994 : L’Empreinte du fauve (Track of the Cat) de Nevada Barr
- 1995 : L'Aliéniste (The Alienist) de Caleb Carr
- 1996 : Death in Bloodhound Red de Virginia Lanier
- 1997 : Death in Little Tokyo de Dale Furutani
- 1998 : Du fond de l'abîme (Killing Floor) de Lee Child
- 1999 : Aurora, Minnesota (Iron Lake) de William Kent Krueger
- 2000 : Murder, with Peacocks de Donna Andrews
- 2001 : Mort d'une héroïne rouge (Death of a Red Heroine) de Qiu Xiaolong
- 2002 : Détonations rapprochées (Open Season) de C. J. Box
- 2003 : In the Bleak Midwinter de Julia Spencer-Fleming
- 2004 : Monkeewrench/Want to Play? de P. J. Tracy
- 2005 : Dating Dead Men de Harley Jane Kozak
- 2006 : Tilt-A-Whirl de Chris Grabenstein
- 2007 : En plein cœur (Still Life) de Louise Penny
- 2008 : La Mort dans les bois (In the Woods) de Tana French
- 2009 : Les Hommes qui n'aimaient pas les femmes (The Girl With the Dragon Tattoo) de Stieg Larsson
- 2010 : A Bad Day for Sorry de Sophie Littlefield
- 2011 : Damage Done de Hilary Davidson
- 2012 : Learning to Swim de Sara J. Henry
- 2013 : The Expats de Chris Pavone
- 2014 : Yesterday’s Echo de Matt Coyle
- 2015 : The Black Hour de Lori Rader-Day
- 2016 : Past Crimes de Glen Erik Hamilton
- 2017 : IQ de Joe Ide
- 2018 : Hollywood Homicide de Kellye Garrett
- 2019 : My Sister, the Serial Killer de Oyinkan Braithwaite
- 2020 : One Night Gone de Tara Laskowski
- 2021 : Winter Counts de David Heska Wanbli Weiden
- 2022 : Arsenic and Adobo de Mia P. Manansala
- 2023 : The Maid de Nita Prose
- 2024 : The Peacock and the Sparrow de I.S. Berry

### Catégorie Meilleur livre de poche original
- 1986 : Jenny et le Vandale (Say No to Murder) de Nancy Pickard
- 1987 : The Junkyard Dog de Robert Campbell
- 1988 : Prends garde au toréador (The Monkey's Raincoat) de Robert Crais
- 1989 : Something Wicked de Carolyn Hart
- 1990 : Honeymoon with Murder de Carolyn Hart
- 1991 : Where's Mommy Now? de Rochelle Majer Krich et Grave Undertaking de James McCahery
- 1996 : Rupture de contrat (Deal Breaker) de Harlan Coben
- 1997 : Somebody Else's Child de Terris McMahan Grimes
- 1998 : Big Red Tequila de Rick Riordan
- 1999 : La Colline des Bouchers (Butcher's Hill) de Laura Lippman
- 2000 : Petite musique de meurtre (In Big Trouble) de Laura Lippman
- 2001 : Death Dances to a Reggae Beat de Kate Grilley
- 2002 : Quand le danger rôde (Dead Until Dark) de Charlaine Harris
- 2003 : Fatal Truth de Robin Burcell
- 2004 : Deadly Legacy de Robin Burcell
- 2005 : La ville piège (Twisted City) de Jason Starr
- 2006 : The James Deans de Reed Farrel Coleman
- 2007 : Ashes and Bones de Dana Cameron
- 2008 : A Thousand Bones de P. J. Parrish
- 2009 : State of the Onion de Julie Hyzy
- 2010 : Starvation Lake de Bryan Gruley
- 2011 : Date limite (Expiration Date) de Duane Swierczynski
- 2012 : Buffalo West Wing de Julie Hyzy
- 2013 : Big Maria de Johnny Shaw
- 2014 : As She Left It de Catriona McPherson
- 2015 : The Day She Died de Catriona McPherson
- 2016 : The Long and Faraway Gone de Lou Berney
- 2017 : Heart of Stone de James W. Ziskin
- 2018 : The Day I Died de Lori Rader-Day
- 2019 : Under a Dark Sky de Lori Rader-Day
- 2020 : The Alchemist’s Illusion de Gigi Pandian
- 2021 : Unspeakable Things de Jess Lourey
- 2022 : Bloodline de Jess Lourey
- 2023 : The Quarry Girls de Jess Lourey
- 2024 : Hide de Tracy Clark

### Catégorie Meilleure nouvelle
- 1986 : Lucky Penny de Linda Barnes
- 1987 : The Parker Shotgun de Sue Grafton
- 1988 : Breakfast Television de Robert Barnard
- 1990 : Afraid All the Time de Nancy Pickard
- 1991 : The Celestial Buffet de Susan Dunlap
- 1992 : Lucky Dip de Liza Cody
- 1993 : Cold Turkey de Diane Mott Davidson
- 1994 : Checkout de Susan Dunlap
- 1995 : The Monster of Glamis de Sharyn McCrumb
- 1996 : And Pray Nobody Sees You de Gar Anthony Haywood
- 1997 : Accidents Will Happen de Carolyn Wheat
- 1998 : A Front Row Seat de Jan Grape et One Bag Of Coconuts de Edward D. Hoch
- 1999 : Of Course You Know that Chocolate Is a Vegetable de Barbara D'Amato
- 2000 : Noir Lite de Meg Chittenden
- 2001 : The Problem of the Potting Shed de Edward D. Hoch
- 2002 : Chocolate Moose de Bill Crider et Judy Crider
- 2003 : Too Many Cooks de Marcia Talley
- 2004 : Doppelganger de Rhys Bowen
- 2005 : Wedding Knife de Elaine Viets
- 2006 : Misdirection de Barbara Seranella
- 2007 : My Father’s Secret de Simon Wood
- 2008 : Hardly Knew Her de Laura Lippman
- 2009 : A Sleep Not Unlike Death de Sean Chercover
- 2010 : On the House de Hank Phillippi Ryan
- 2011 : Swing Shift de Dana Cameron
- 2012 : Disarming de Dana Cameron
- 2013 : Mischief in Mesopotamia de Dana Cameron
- 2014 : The Caxton Private Lending Library & Book Depository de John Connolly
- 2015 : The Odds Are Against Us de Art Taylor
- 2016 : The Little Men de Megan Abbott
- 2017 : Oxford Girl de Megan Abbott
- 2018 : My Side of the Matter de Hilary Davidson
- 2019 : The Grass Beneath My Feet de S. A. Cosby
- 2020 : The Red Zone de Alex Segura
- 2021 : 90 Miles de Alex Segura
- 2022 : Not My Cross to Bear de S. A. Cosby
- 2022 : Beauty and the Beyotch de Barb Goffman
- 2024 : Ticket to Ride de Dru Ann Love et Kristopher Zgorski

### Catégorie Meilleure œuvre de non-fiction
- 2018 : Killers of the Flower Moon: The Osage Murders and the Birth of the FBI de David Grann
- 2019 : I’ll Be Gone in the Dark: One Woman's Obsessive Search for the Golden State Killer de Michelle McNamara
- 2020 : The Mutual Admiration Society: How Dorothy L. Sayers and her Oxford Circle Remade the World for Women de Mo Moulton
- 2021 : 	Unspeakable Acts: True Tales of Crime, Murder, Deceit, and Obsession de Sarah Weinman
- 2022 : How to Write a Mystery: A Handbook from Mystery Writers of America de Lee Child et Laurie R. King
- 2023 : The Life of Crime: Detecting the History of Mysteries and Their Creators de Martin Edwards
- 2024 : A Fever in the Heartland: The Ku Klux Klan’s Plot to Take Over America, and the Woman Who Stopped Them de Timothy Egan

## Sources
- Claude Mesplède (dir.), Dictionnaire des littératures policières, vol. 1 : A - I, Nantes, Joseph K, coll. « Temps noir », 2007, 1054 p. (ISBN 978-2-910-68644-4, OCLC 315873251).